# Дель Соль, Луис
Луис дель Соль Каскаха́рес (исп. Luis del Sol Cascajares; 6 апреля 1935, Аркос-де-Халон, Кастилия и Леон — 20 июня 2021, Севилья) — испанский футболист и тренер.

## Карьера
Луис дель Соль родился в Аркос-де-Халоне, однако всё его детство прошло в городе Севилья, куда переехала его семья, когда Луису было лишь 2 месяца отроду. Свою карьеру дель Соль начал в клубе «Ферровиариос», откуда перешёл в молодёжный состав «Бетиса», затем недолго играл за «Утреру», откуда вернулся в «Бетис» и дебютировал в первой команде клуба. Дель Соль помог клубу выйди из Сегунды в Примеру в 1958 году, а вскоре привлёк внимание гранда испанского футбола, клуба «Реал Мадрид», искавшего замену неудачно выступающему бразильцу Диди и резонно полагавшему, что быстрый полузащитник будет хорошей помощью возрастным Альфредо Ди Стефано и Ференцу Пушкашу. В «Реал» дель Соль перешёл в 1960 году, за 8 млн песет, он выступал за «Королевский клуб» всего два года, но за этот период выиграл с командой Кубок европейских чемпионов и Межконтинентальный кубок, самые «большие» клубные трофеи, завоеванные дель Солем в его карьере.
В 1962 году дель Соль перешёл в итальянский клуб «Ювентус», куда «Реал» продал игрока за 35 млн песет, надеясь вложить вырученные деньги в покупку суперзвезды «Сантоса» Пеле. Дель Соль дебютировал в серии А 16 сентября 1962 года в матче с клубом «Дженоа». Он выступал за «Юве» на протяжении 8 сезонов, выиграв с командой чемпионат и Кубок Италии. Затем дель Соль перешёл в «Рому», в которой стал капитаном команды, а завершил карьеру в возрасте 38 лет в родном «Бетисе».
В сборной Испании дель Соль провёл 16 матчей и забил 3 мяча. Он дебютировал в национальной сборной 15 мая 1960 года в матче с Англией, который «Красная фурия» выиграла 3:0, а последнюю игру провёл 15 июля 1966 года со Швейцарией (победа Испании 2:1). Дель Соль участвовал с национальной командой в двух чемпионатах мира и в кубке Европы 1964, выигранном испанцами, победившими в финале сборную СССР, став одним из лучших игроков турнира.

## Достижения
- Обладатель Кубка европейских чемпионов: 1960
- Обладатель Межконтинентального кубка: 1960
- Чемпион Испании: 1961, 1962
- Чемпион Европы: 1964
- Обладатель Кубка Италии: 1965
- Чемпион Италии: 1967